# Episodi di WKRP in Cincinnati (seconda stagione)
La seconda stagione della serie televisiva WKRP in Cincinnati è stata trasmessa in anteprima negli Stati Uniti d'America dalla CBS tra il 17 settembre 1979 e il 31 marzo 1980.
| nº | Titolo originale              | Titolo italiano | Prima TV USA      | Prima TV Italia |
| -- | ----------------------------- | --------------- | ----------------- | --------------- |
| 1  | For Love or Money (Part 1)    |                 | 17 settembre 1979 |                 |
| 2  | For Love or Money (Part 2)    |                 | 24 settembre 1979 |                 |
| 3  | Baseball                      |                 | 15 ottobre 1979   |                 |
| 4  | Bad Risk                      |                 | 22 ottobre 1979   |                 |
| 5  | Jennifer Falls in Love        |                 | 29 ottobre 1979   |                 |
| 6  | Carlson for President         |                 | 5 novembre 1979   |                 |
| 7  | Mike Fright                   |                 | 12 novembre 1979  |                 |
| 8  | The Patter of Little Feet     |                 | 26 novembre 1979  |                 |
| 9  | Baby, If You've Ever Wondered |                 | 3 dicembre 1979   |                 |
| 10 | Bailey's Big Break            |                 | 10 dicembre 1979  |                 |
| 11 | Jennifer's Home for Christmas |                 | 17 dicembre 1979  |                 |
| 12 | Sparky                        |                 | 24 dicembre 1979  |                 |
| 13 | God Talks to Johnny           |                 | 31 dicembre 1979  |                 |
| 14 | A Family Affair               |                 | 7 gennaio 1980    |                 |
| 15 | Herb's Dad                    |                 | 14 gennaio 1980   |                 |
| 16 | Put Up or Shut Up             |                 | 21 gennaio 1980   |                 |
| 17 | The Americanization of Ivan   |                 | 28 gennaio 1980   |                 |
| 18 | Les' Groupie                  |                 | 4 febbraio 1980   |                 |
| 19 | In Concert                    |                 | 11 febbraio 1980  |                 |
| 20 | The Doctor's Daughter         |                 | 18 febbraio 1980  |                 |
| 21 | Filthy Pictures (Part 1)      |                 | 3 marzo 1980      |                 |
| 22 | Filthy Pictures (Part 2)      |                 | 3 marzo 1980      |                 |
| 23 | Venus Rising                  |                 | 10 marzo 1980     |                 |
| 24 | Most Improved Station         |                 | 31 marzo 1980     |                 |